# Rauler-Gipiemme
Rauler–Gipiemme war ein deutsches Profi-Radsportteam, das von 1980 bis 1981 bestand.

## Geschichte
Das Team wurde vom Unternehmer Friedrich Lukacek gegründet. Lukacek (* 1929) kam 1946 aus der Tschechoslowakei nach Deutschland. Lukacek selbst war von 1955 bis 1958 als Berufsfahrer aktiv.
1979 konnte er die italienischen Radhersteller Raul und Raimondo Gozzi, die die Marke Rauler gegründet hatten, gewinnen, ihm die Generalvertretung für deren Räder in Deutschland zu übertragen. Die Rauler-Rennräder wurden in seiner Firma montiert und auch auf individuelle Wünsche zugeschnitten. Im selben Jahr begann er mit Unterstützung von Rauler, ein Profi-Team aufzubauen, für das er 1980 eine Lizenz erhielt.
Lukacek hatte seinen Firmensitz in Schwäbisch Gmünd. Ursprünglich wollte er ein Team mit überwiegend deutschen Neoprofis gründen, die von den Amateuren kamen. Dies gelang ihm aus verschiedenen Gründen nicht. Sein erstes Team bestand aus zehn Fahrern aus verschiedenen Nationen wie den Niederlanden, Luxemburg, Österreich und Deutschland. Aus dem Amateurlager konnte er Erwin Gaede und Klaus Thurn verpflichten, andere deutsche Fahrer wechselten vom Team Kondor (wie die Brüder Bohnen) zu Rauler. Obwohl das Team 1980 keine Siege vorweisen konnte, verlängerten die Sponsoren den Vertrag für die Saison 1981. Speziell um den Zweijahresvertrag von Stefan Schröpfer gab es noch anhaltende Auseinandersetzungen, auch mit dem Bund Deutscher Radfahrer (BDR), bis dieser schließlich zum Konkurrenten Kotter’s Racing Team wechselte. 1981 bestand das Team aus Fahrern aus Deutschland, der Schweiz, Norwegen, den Niederlanden, Dänemark und Ruanda. Das Team startete u. a. bei der Tour de Suisse, der Deutschland-Rundfahrt und einigen Monumenten des Radsports.

## Erfolge
Für die besten Platzierungen sorgte der Niederländer Wim Maessen. Er wurde 1980 beim Sieg von Joop Zoetemelk Dritter im Grand Prix Pino Cerami und konnte sich bei einigen klassischen Rennen platzieren.

## Bekannte ehemalige Fahrer
- Wim Maessen
- Roger Gilson
- Stefan Schröpfer
- Franz Dögl